# Sancey-le-Long
Sancey-le-Long korábbi község (település) Franciaországban, Doubs megyében. 2016. január 1-jén Sancey-le-Grand községgel egyesült és Sancey új község része lett.
Lakosainak száma 345 fő (2013). Sancey-le-Long Belvoir, Orve, Provenchère, Rahon, Sancey és Surmont községekkel határos.

## Népesség
A település népessége az elmúlt években az alábbi módon változott:
| Lakosok száma | 330  | 362  | 315  | 341  | 335  | 367  | 391  | 386  | 352  | 345  |
|               | 1962 | 1968 | 1975 | 1982 | 1990 | 1999 | 2006 | 2008 | 2011 | 2013 |